# Yasuke (album)
Pour les articles homonymes, voir Yasuke (homonymie).
Albums de IAM
Rêvolution
(2017) Rimes essentielles
(2021)
Singles
1. Omotesando
Sortie : 20 septembre 2019
2. Rap Warrior
Sortie : 11 octobre 2019
3. Yasuke
Sortie : 8 novembre 2019
4. Self Made Men (feat. Psy 4 de la rime)
Sortie : 22 novembre 2019
5. Eldorado (feat. Kalash)
Sortie : 22 janvier 2020
6. Quand est-ce qu'on s'aime
Sortie : 30 avril 2020
7. One Upon a time (feat. JMK$)
Sortie : 11 septembre 2023

Yasuke est le neuvième album studio du groupe de rap français IAM, sorti le 22 novembre 2019. Il s'agit de sa dernière collaboration avec le label Def Jam France. 

## Conception
Début 2019, le groupe s'isole à Marrakech pour préparer l'album : « Le processus créatif est très égoïste et nécessite de se retirer de la vie normale. [...] On vivait ensemble, on dormait ensemble, on était enfermés, on discutait sans cesse [de l’album] » explique alors Shurik’n.
Les maquettes sont composées, écrites et enregistrées dans le studio La Cosca à Marseille. La version finale est enregistrée en Thaïlande et mixée à New York au studio Germano. IAM révélera avoir produit 34 titres pour n'en conserver au final que 16.
La direction de l'album est multiple : « Pour seule ligne directrice, nous voulions un album qui puisse être défendu sur scène, qui pulse davantage que Rêvolution, notre précédent : plus d’énergie, plus de battles et d’ego trip » explique alors Akhenaton. « Ça part dans tous les sens », ajoute Shurik’n.
La liste des titres et le nom des artistes invités sont révélés dans une vidéo diffusée sur Internet le 19 novembre 2019. Parmi ces invités se trouvent le groupe Psy 4 de la rime reformé pour l'occasion, le rappeur new yorkais Skyzoo, ou encore le musicien afrobeat Femi Kuti.
Pour le morceau Eldorado, auquel participe Kalash, le groupe a souhaité coller à l’imagerie de l'album de Kheops Sad Hill et de la chanson Un bon son brut pour les truands. Le clip indique d'ailleurs dans ses dernières images avoit été tourné dans le véritable cimetière de Sad Hill.
Le morceau Once upon a time, qui clôture l'album, est une idée de Kephren qui a proposé de faire des arrangements où la musique évoluerait au fur et à mesure, en allant du disco jusqu'à l’époque orthodoxe (représentée notamment par Mobb Deep), pour finir sur la trap. JMK$, le fils d'Akhenaton, rappe sur cette dernière partie. Il s'agit de la première collaboration musicale entre les deux artistes.

## Titre et pochette de l'album
Le titre de l'album fait référence à Yasuke (彌介, Yasuke), un esclave africain du XVIe siècle devenu samouraï au Japon. Imhotep explique que le parcours de Yasuke est l'exemple que rien n'est impossible : « Il a pu échapper à sa condition, dépasser les limites de ce qui lui a été imposé. » Akhenaton ajoute qu'il avait en tête l'histoire vraie d'un migrant malien de 14 ans, retrouvé noyé en Méditerranée, avec son bulletin de notes cousu dans son veston : « S’il était parvenu à atteindre les rivages de France, d’Angleterre ou d’Italie, qui sait s’il ne serait pas devenu un "Yasuke" moderne ? »
La pochette de l'album, reprenant Le Radeau de la Méduse, fait également référence aux tentatives de traversée de la Méditerranée par les migrants. Imhotep souligne cependant la touche d'espoir que le groupe a voulu donner à la pochette : « Ces passagers, sans s’entre-dévorer, voguent depuis des flots déchaînés vers une mer calme. Nous nourrissons toujours cet espoir de lendemains meilleurs. »

## Édition limitée
Un coffret en édition limitée à 1500 exemplaires est disponible. Il contient le digipack 2 CD ainsi que l'album en version triples vinyles transparents, un t-shirt bleu Yasuke, un carnet de notes et croquis, une lithographie dédicacée par le groupe et une cassette audio.

## Accueil critique
« Une plume toujours acide et révoltée », note France Info. « IAM est toujours là, 30 ans plus tard, à créer des sons et façonner des couplets magistraux. [...] Hip-hop à rebours peut-être, rap à l'ancienne sûrement pas, groupe mythique toujours. »
Rolling Stone décrit « un rap solide, très écrit, authentique, inspiré des nombreuses musiques du monde, non dépourvu de flamboyances hip-hop, cérébral et ouvert aux collaborations. »
Pour RFI, « au fil de seize titres bien cadencés, les membres d'IAM [...] montrent qu’ils en ont encore sous le capot. »
Sur Mouv', on peut lire : « pas question de parler de rap à l'ancienne, les membres du groupe ont justement su se renouveler et nous faire une proposition musicale dans l'air du temps. »
Le Temps parle d'un « album attachant mais convenu [et] sans grands éclats. » Quant à Libération, Yasuke est « le résultat d'un savoir-faire indéniable, parfois enthousiasmant, parfois enclin à la daronade gentiment donneuse de leçons. »
Numéro est plus négatif : « Les punchlines ne sont plus aussi enlevées qu'autrefois. Et on se sent parfois paumé dans ce dédale de thèmes, de références et de sonorités datées (scratchs et samples). Une œuvre [...] dont on ressort souvent lessivé. »

## Liste des titres
| No  | Titre                                                                     | Musique            | Durée |
| --- | ------------------------------------------------------------------------- | ------------------ | ----- |
| 1.  | Omotesando                                                                | Akhenaton          | 3:35  |
| 2.  | Yasuke                                                                    | Imhotep            | 2:58  |
| 3.  | Mosaïque                                                                  | Hal                | 4:10  |
| 4.  | Self Made Men (feat. Psy 4 de la rime)                                    | Akhenaton, Cehashi | 4:30  |
| 5.  | Les choses, telles qu'elles paraissent                                    | Akhenaton          | 4:03  |
| 6.  | On va tous les zinguer                                                    | Amine Edge & DANCE | 3:23  |
| 7.  | Eldorado (feat. Kalash)                                                   | Akhenaton          | 3:42  |
| 8.  | Le train de l'argent                                                      | Akhenaton          | 5:17  |
| 9.  | Qui est ?                                                                 | Amine Edge & DANCE | 4:02  |
| 10. | Remember (feat. Femi Kuti)                                                | Imhotep, Femi Kuti | 3:51  |
| 11. | Rap Warrior                                                               | Imhotep            | 5:02  |
| 12. | Good Morning Song (feat. Skyzoo)                                          | Akhenaton          | 3:59  |
| 13. | Fin des illusions (feat. Allen Akino, Faf Larage, R.E.D.K., Relo & Veust) | Akhenaton          | 7:17  |
| 14. | Quand est-ce qu'on s'aime                                                 | Amine Edge & DANCE | 3:50  |
| 15. | MC, tu perds ton sang froid                                               | Akhenaton          | 3:33  |
| 16. | Once Upon a Time (feat. JMK$)                                             | Akhenaton, Hal     | 5:08  |

## Samples
Source : WhoSampled
- Once Upon a Time contient divers samples dont certains scratchés :
  - The Decoys of Ming the Merciless de Jackson Beck
  - Just Rhymin' With Biz 	 de Big Daddy Kane feat. Biz Markie
  - Two, Three, Break de The B-Boys
  - Change the Beat (Female Version) de Beside
  - The Wildstyle de Time Zone
  - It Takes Two de Rob Base & DJ E-Z Rock
  - Christmas Rappin' de Kurtis Blow
  - Kool Is Back de Funk, Inc.
  - Spoonin Rap (A Drive Down the Street I Was Spanking and Freaking) de Spoonie Gee
  - King of Rock de Run–DMC
  - Punk Rock Rap de The Cold Crush Brothers
- Eldorado contient des samples de :
  - Si on T'demand de MC Solaar & Bambi Cruz
  - Un Bon Son Brut Pour Les Truands d'IAM
  - Sad Hill de DJ Kheops feat. IAM & 3e Œil
- Omotesando contient des samples de :
  - Feel the Heartbeat de The Treacherous Three
  - Danse Pour Le Hood et Depuis Longtemps d'IAM
  - Fiya d'IAM feat. Lino
  - IAM 2017 d'IAM 2017
  - Highlanders et L'école De Samba d'Akhenaton
  - Clubber Lang Music d'Akhenaton & Faf Larage
  - Entre La Pierre Et La Plume d'Akhenaton feat. Shurik'n
- Yasuke contient des samples de Rigamortis et Danse Pour Le Hood d'IAM
- Self Made Men contient des samples de :
  - Bad Boys De Marseille (Version Album) d'Akhenaton & Fonky Family
  - Spartiate Spirit d'IAM
- Rap Warrior contient des samples de :
  - Clubber Lang Music d'Akhenaton & Faf Larage
  - Ante Up (Robbing-Hoodz Theory) de M.O.P.
- Le Train De L'argent contient un extrait du film Money Train
- Qui Est ? contient un sample de Air Raid-Alert de Jac Holzman
- MC, Tu Perds Ton Sang Froid contient un sample de La Di Da Di de Doug E. Fresh & Slick Rick
- Quand Est-Ce Qu’On S’Aime ? contient un sample de Sooo Bad d'Akhenaton

## Crédits
IAM
- Akhenaton : auteur-interprète, compositeur
- Shurik'n : auteur-interprète, chœurs
- Kheops : scratchs
- Imhotep : compositeur